# Leopold Spitzer (Politiker)
Leopold „Leo“ Spitzer (* 29. April 1918 in Laakirchen; † 16. September 2012) war ein österreichischer Politiker und sozialdemokratischer Bürgermeister von Wels.
Nach dem Besuch der Volks- und Hauptschule machte er eine kaufmännische Lehre in Gmunden. Seinen Jugendtraum, Lehrer zu werden, konnte er sich nicht erfüllen, so begann er eine Beamtenlaufbahn bei der Post.
Während des Zweiten Weltkrieges geriet er in Frankreich in amerikanische Gefangenschaft, aus der er im Herbst 1945 heimkehrte.
Im Oktober 1945 begann er für die Stadt Wels zu arbeiten und brachte es zum Oberamtsrat und Leiter der Stadtbuchhaltung. Nebenbei besuchte er das Gymnasium für Berufstätige, welches er mit einer ausgezeichneten Matura abschloss.
Am 11. Jänner 1963 wurde er als Nachfolger von Oskar Koss zum Bürgermeister gewählt. Wiederwahlen 1967, 1973 und 1979 gewann er mit überwältigender Mehrheit und übte sein Amt bis 1982 aus, wodurch er zum längstdienenden Bürgermeister von Wels in der Zweiten Republik wurde. Während seiner Amtszeit war am 18. Jänner 1964 die Verleihung des Statutes in der Stadthalle, Wels wurde zur Statutarstadt.
Der Pensionist widmete sich seinem Hobby, der Gartenarbeit und engagierte sich weiterhin beim Pensionistenverband Wels-Lichtenegg. Er war Ehrenbürger von Wels.
Am 16. September verstarb Spitzer im 95. Lebensjahr.